# Petra Overzier
Petra Overzier –nombre de casada Petra Reichel– (3 de agosto de 1982) es una deportista alemana que compitió en bádminton. Ganó una medalla de bronce en el Campeonato Mundial de Bádminton de 2006, en la prueba individual.

## Palmarés internacional
| Campeonato Mundial | Campeonato Mundial | Campeonato Mundial | Campeonato Mundial |
| Año                | Lugar              | Medalla            | Prueba             |
| ------------------ | ------------------ | ------------------ | ------------------ |
| 2006               | Madrid (España)    | Medalla de bronce  | Individual         |